# Stazione di Hibarigaoka-Hanayashiki
La stazione di Hibarigaoka-Hanayashiki (雲雀丘花屋敷駅?, Hibarigaoka-Hanayashiki-eki) è una stazione delle Ferrovie Hankyū situata nella città di Takarazuka, nel nordovest della prefettura di Hyōgo. Nella stazione fermano tutti i tipi di treni, dai locali agli espressi. I treni locali provenienti dalla stazione di Umeda terminano qua, in quanto gli espressi continuano fino al capolinea di Takarazuka fermando in tutte le stazioni. Per questo motivo la stazione è dotata di due binari in più per i locali che qui fermano.